# Gabinete de curiosidades (género pictórico)

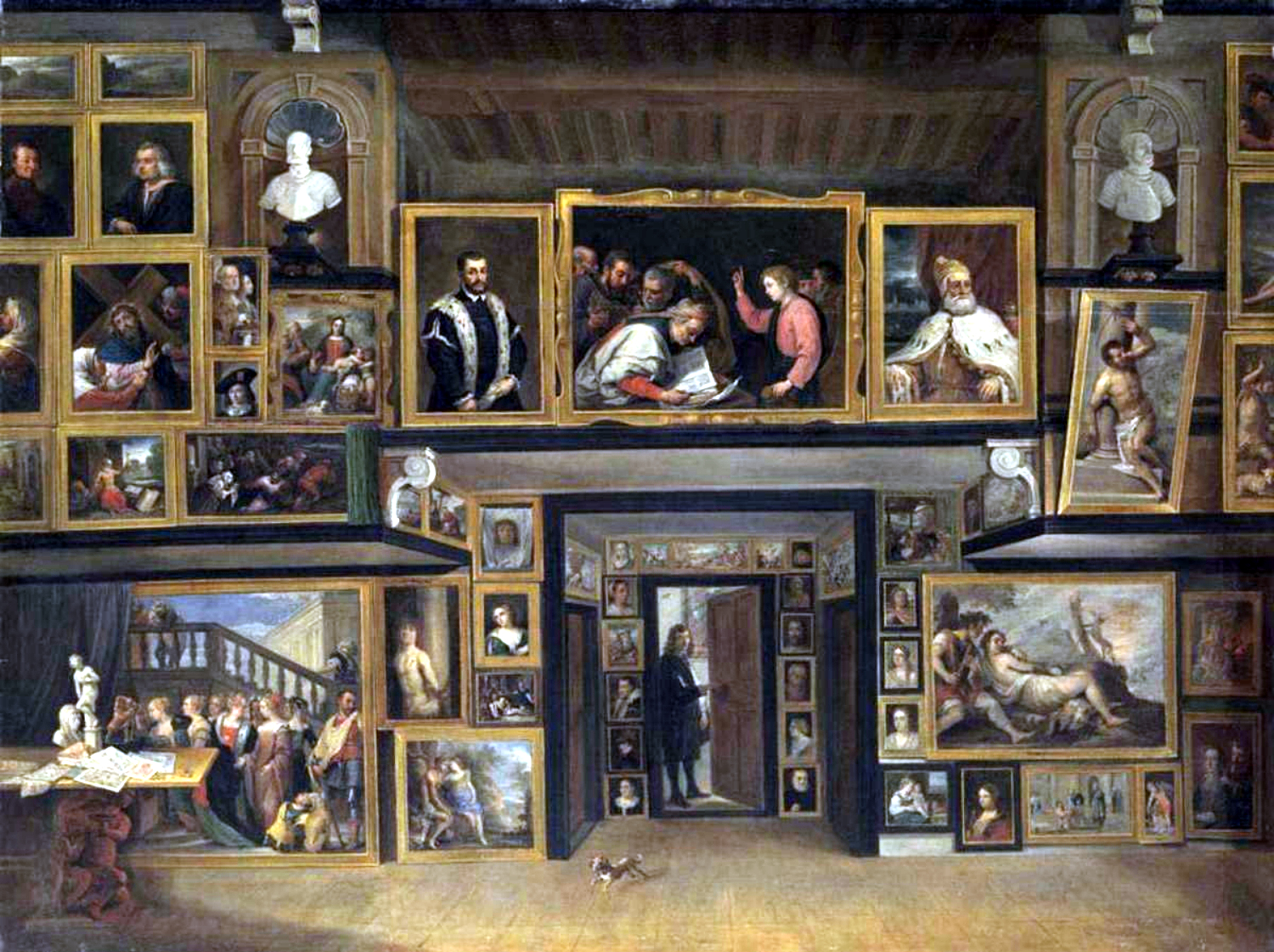
Vista de la galería del archiduque Leopoldo-Guillermo en Bruselas, por David Teniers el Joven (Staatsgalerie Schleißheim, sin datar). Otros dos cuadros con similar tema, del mismo autor, en el Museo del Prado (datado ca. 1647-1651) y en el Kunsthistorisches Museum (datado ca. 1651).

Gabinete de curiosidades, gabinete de aficionado o gabinetes de coleccionistas es la denominación de un género pictórico que aparece en Amberes a comienzos del siglo XVII. Se trata de un subgénero de la pintura de interior que presenta el interior lujoso e iluminado de una habitación (del tipo denominado "gabinete") o un mueble repleto de cuadros, otras obras de arte y objetos curiosos de todo tipo (artefactos arqueológicos, especímenes y piezas de interés científico, naturales o no, libros, atlas, etc.) que representan el interés de su propietario por ser considerado "curioso" o "aficionado" a las artes o las ciencias (dilettante, connaisseur) y su patrocinador o protector (como mecenas, comitente o al menos cliente).
A veces la obra solo representa un único mueble (estante o gabinete) en el que se exhiben tales tesoros.
El aficionado coleccionista, cuya condición social podía ser la de un noble, un burgués rico o un marchante, se solía hacer retratar junto a su colección, solo o acompañado de personas que la contemplan, preferiblemente si son célebres y por tanto reconocibles.
Tal exhibición de lujo tiene por fin suscitar la admiración del espectador y embellecer la realidad: los comitentes podían exigir al pintor que enriqueciera sus colecciones con más o mejores piezas de las que contenían o hacerlas más vistosas.
A veces la representación del gabinete no comprendía la totalidad de la superficie pictórica, sino que se integraba en una obra de otro género, como la pintura de historia o la alegoría que daba la excusa para incluirlo.

## Aparición de los gabinetes de curiosidades
A partir de finales del siglo XV, tanto en Italia como al Norte de los Alpes, tanto nobles y eclesiásticos como eruditos humanistas, comienzan a reunir ricas colecciones de objetos insólitos que conservan en habitaciones de sus palacios que denominan en alemán o neerlandés "cuartos de arte y de maravillas" (Kunstkamer o Kunst und Wunderkammern) y en italiano "pequeños estudios" (studioli).
Destacan entre estos coleccionistas los Este de Ferrara, los Médicis de Florencia; el archiduque Fernando II de Austria en Innsbruck o el emperador Rodolfo II en Praga.
Originalmente, estas salas de arte eran colecciones privadas y, por lo tanto, no estaban destinadas al público en general. Visitarlas era un ritual, y el propietario mismo hacía los honores. Una de las primeras colecciones en abrir sus puertas al público fue el Museo Ashmolean de Oxford. Allí, los visitantes debían pagar una entrada según el tiempo de permanencia.

## Evolución del género pictórico

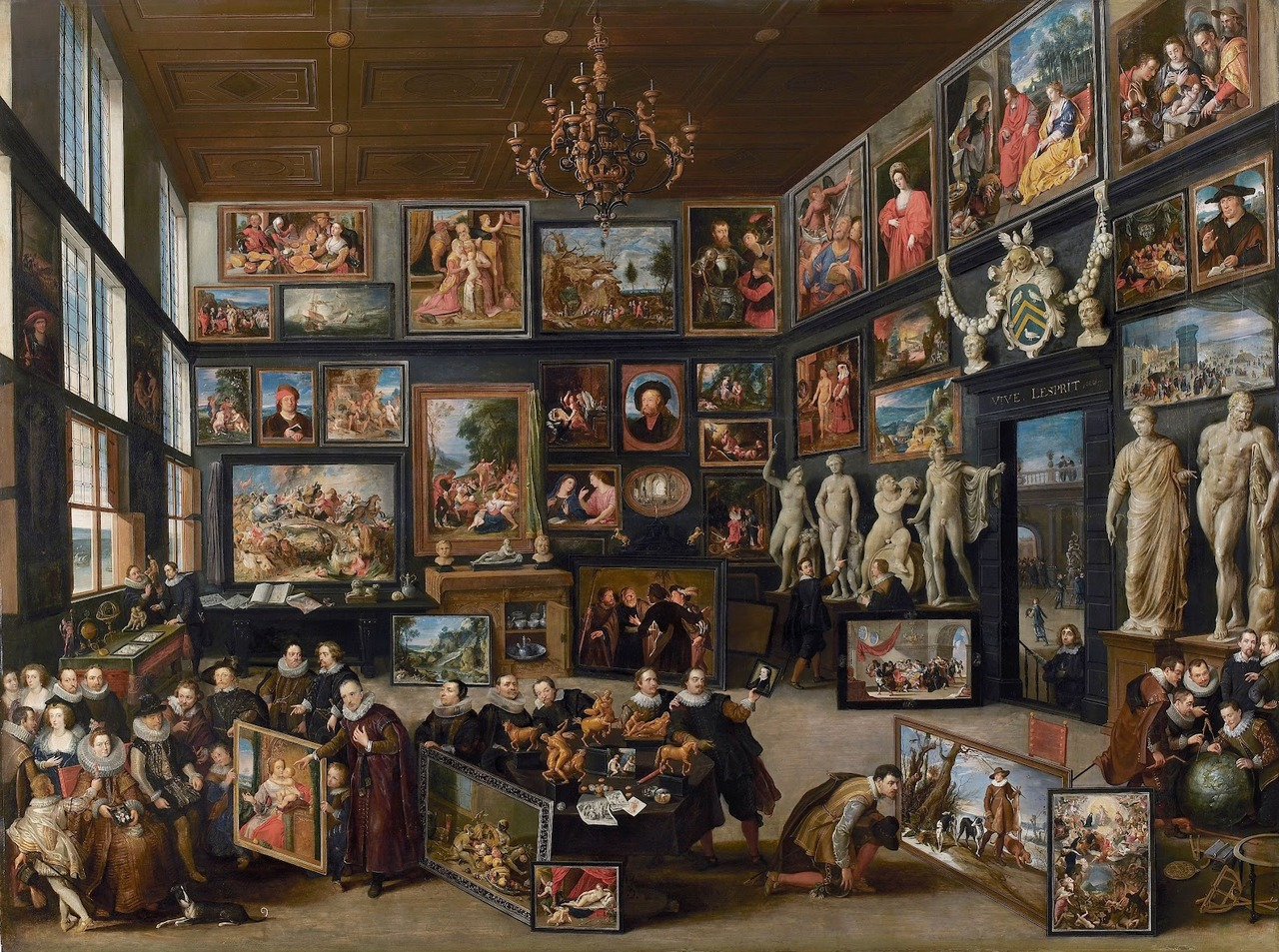
La galería de pintura de Cornélius van der Geest, por Willem van Haecht (1628, Rubenshuis).

No fue hasta el siglo XVII que estas colecciones aparecen representadas en la pintura, en primer lugar en obras producidas en Amberes, constituyendo un verdadero subgénero de moda en la pintura flamenca y la pintura holandesa.
Frans Francken II, el más famoso de la familia Francken, una dinastía de pintores de Amberes, produjo un gran número de estos cuadros.
Otro destacado cultivador del género fue el pintor brabanzón Willem van Haecht, discípulo de Rubens. Fue el conservador de la vasta colección de arte de Cornélius van der Geest, a quien retrata en Galería de pinturas de Cornélius van der Geest (1628, Rubenshuis, Amberes), cuadro en el que incluye a algunas personalidades importantes de la época, como su maestro Rubens, la infanta Isabel Clara Eugenia y el archiduque archiduque Alberto (gobernadores de los Países Bajos españoles) o el príncipe de Polonia Ladislao IV Vasa, entre pinturas del propio Rubens, Jan van Eyck, Rafael, Quentin Metsys o Tiziano.
El archiduque Leopoldo Guillermo de Habsburgo (gobernador de los Países Bajos españoles entre 1647 y 1656) encargó a David Teniers el Joven retratarle entre sus ricas colecciones reunidas en Bruselas como demostración de su estatus, opulencia y poder.
Entre otros pintores del siglo XVII que pintaron gabinetes de curiosidades, se puede citar a Jan Brueghel el Joven, "el otro" Jan van Kessel (no debe confundirse con su coetáneo Jan van Kessel el Viejo) o Cornelis de Baellieur.

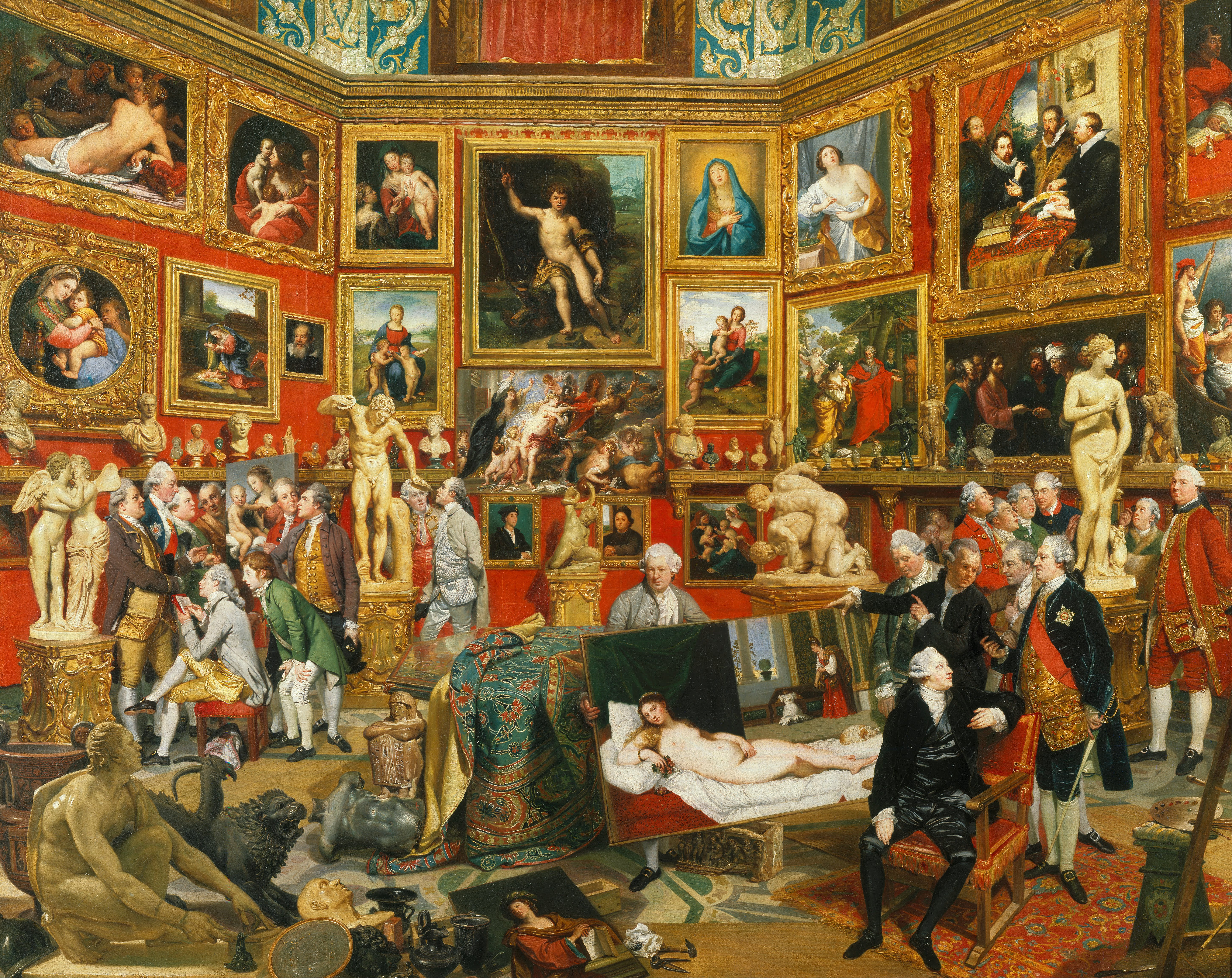
La Tribuna de los Uffizi en Florencia, por Johann Zoffany (1772–1778, Windsor Castle).

Ya en el siglo XVIII, la influencia de la Ilustración llevó a los coleccionistas a clasificar sus colecciones según su naturaleza, dando lugar al nacimiento de los primeros museos. El género pictórico evolucionó hacia la representación, bien de las galerías de arte, de lo que es buena muestra el cuadro de Johann Zoffany La Tribuna de los Uffizi (1772-1778), o de colecciones de historia natural. No obstante, continúa haciéndose la representación de los coleccionistas en un interior burgués: así el pintor holandés Adriaan de Lelie retrata al rico coleccionsita de Ámsterdam Jan Gildemeester Jansz. mostrando su galería de cuadros a algunos amigos y personalidades, entre los que está el barón Cornelis Rudolphus Theodorous Krayenhoff y el pintor y dibujante Jurriaan Andriessen.
En los siglos siguientes el género continuó vivo, notablemente gracias al pintor y coleccionista Alexandre Isidore Leroy de Barde (1777-1828), que pintó grandes gouaches de sus colecciones de conchas y pájaros; o de James Ensor, que pintó el retrato del anticuario belga Paul Bueso en 1902.·

## Galería

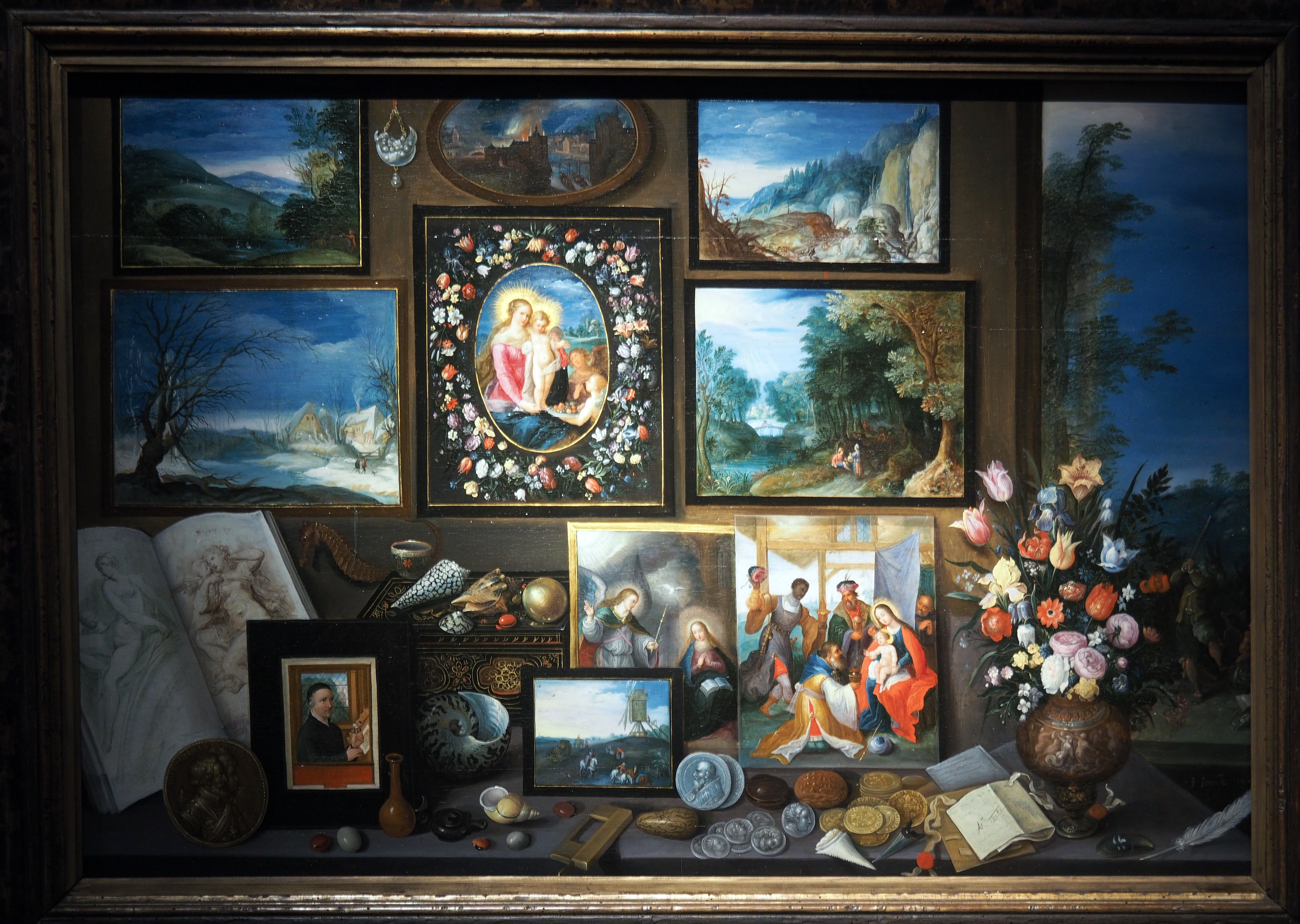
Un gabinete de curiosidades, por Frans Francken el Joven (1619, Musée Royal des Beaux-Arts d'Anvers).
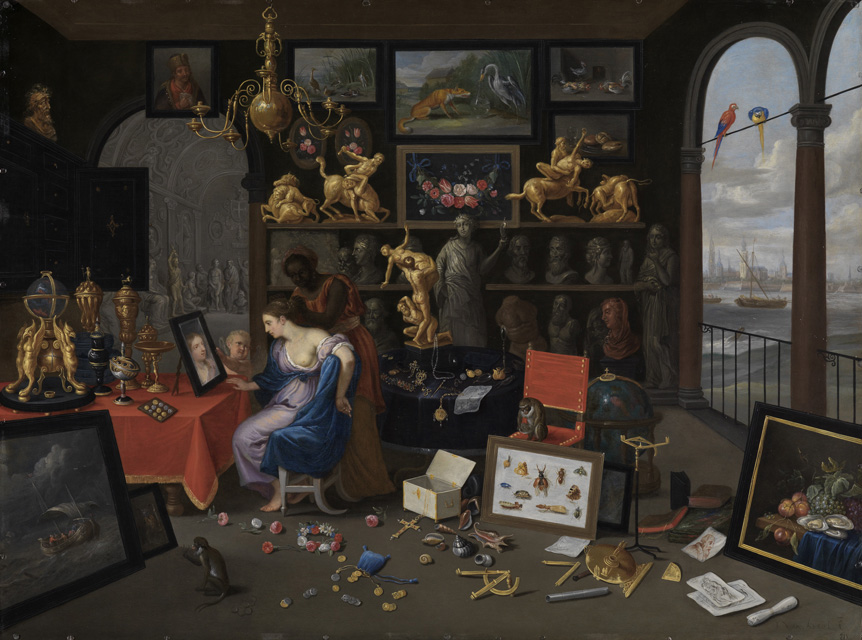
Un gabinete de arte con Venus en la toilette, por Jan van Kessel (1626, Staatliche Kunsthalle Karlsruhe).
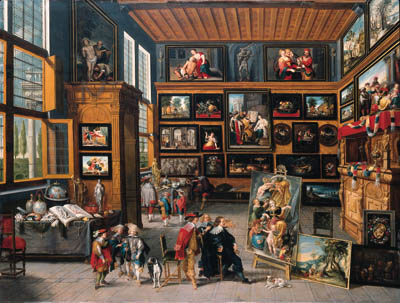
Intérior de una galería de cuadros y objetos de arte, por Cornelis de Baellieur (1637, Musée du Louvre).
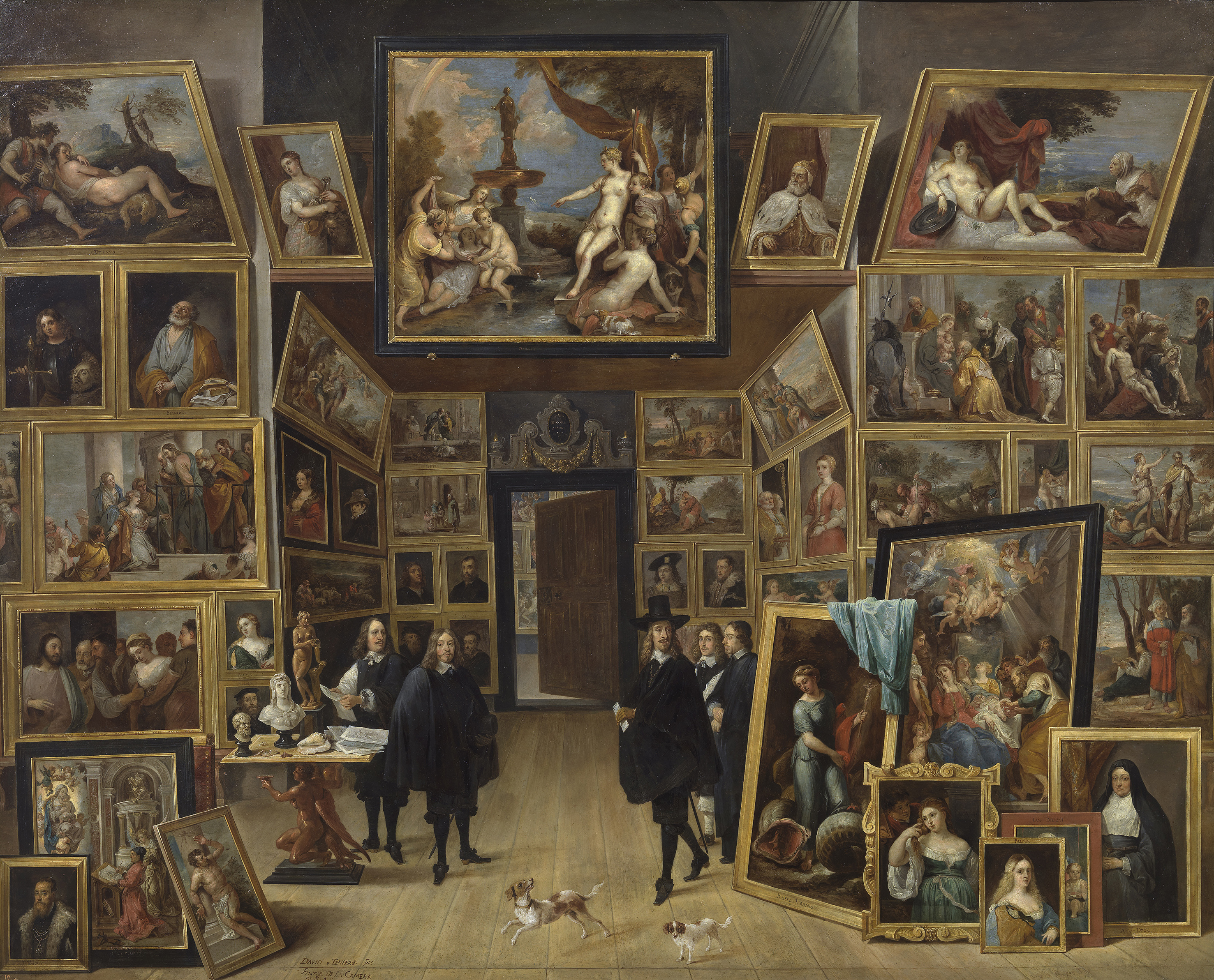
El archiduque Leopoldo Guillermo en su galería de arte en Bruselas, por David Teniers el Joven (ca. 1647-1651, Museo del Prado).
Ídem (ca. 1651, Kunsthistorisches Museum).
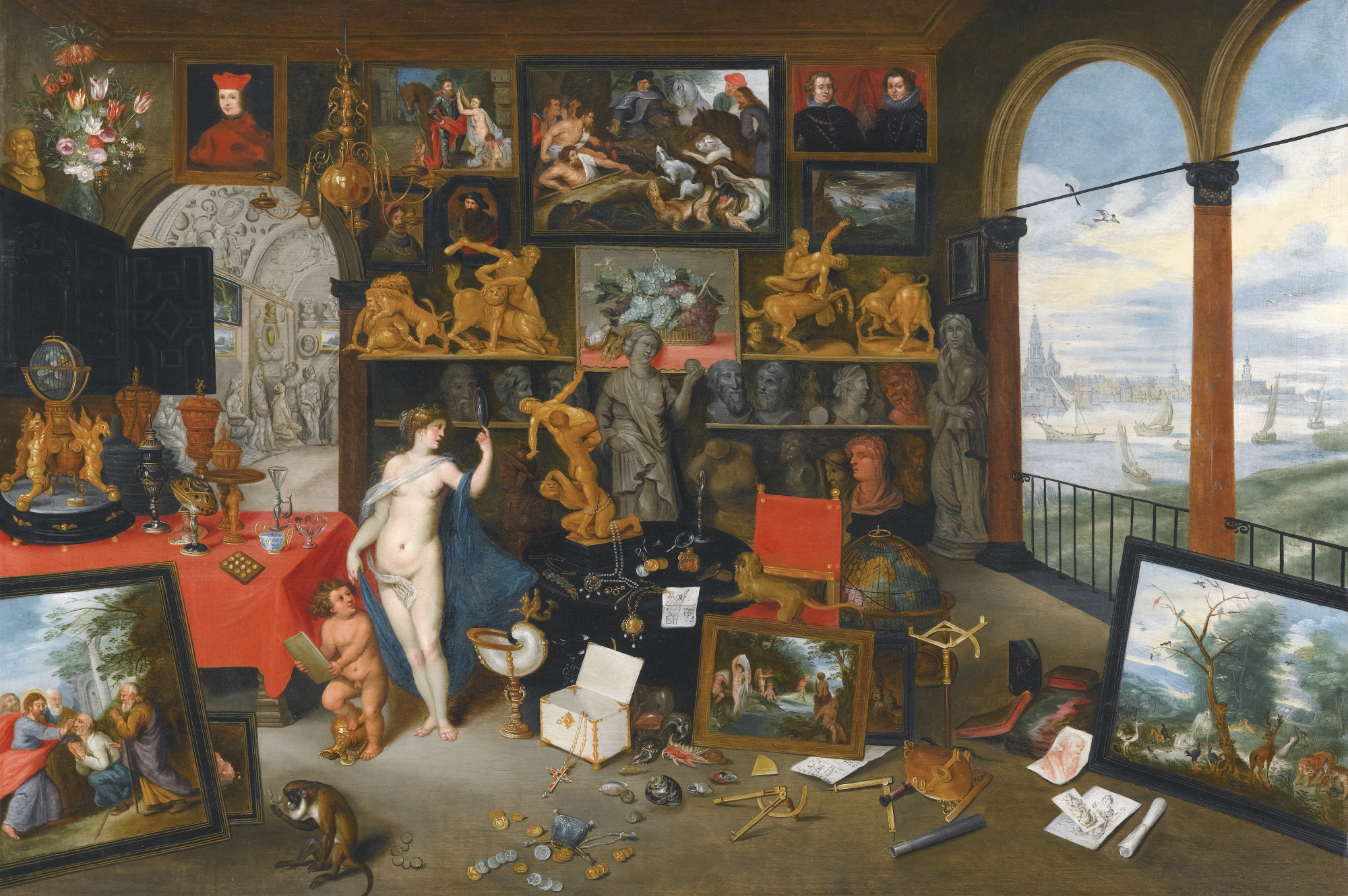
Gabinete de arte con Venus, por el taller de Jan Brueghel el Joven, años 1660, colección particular.
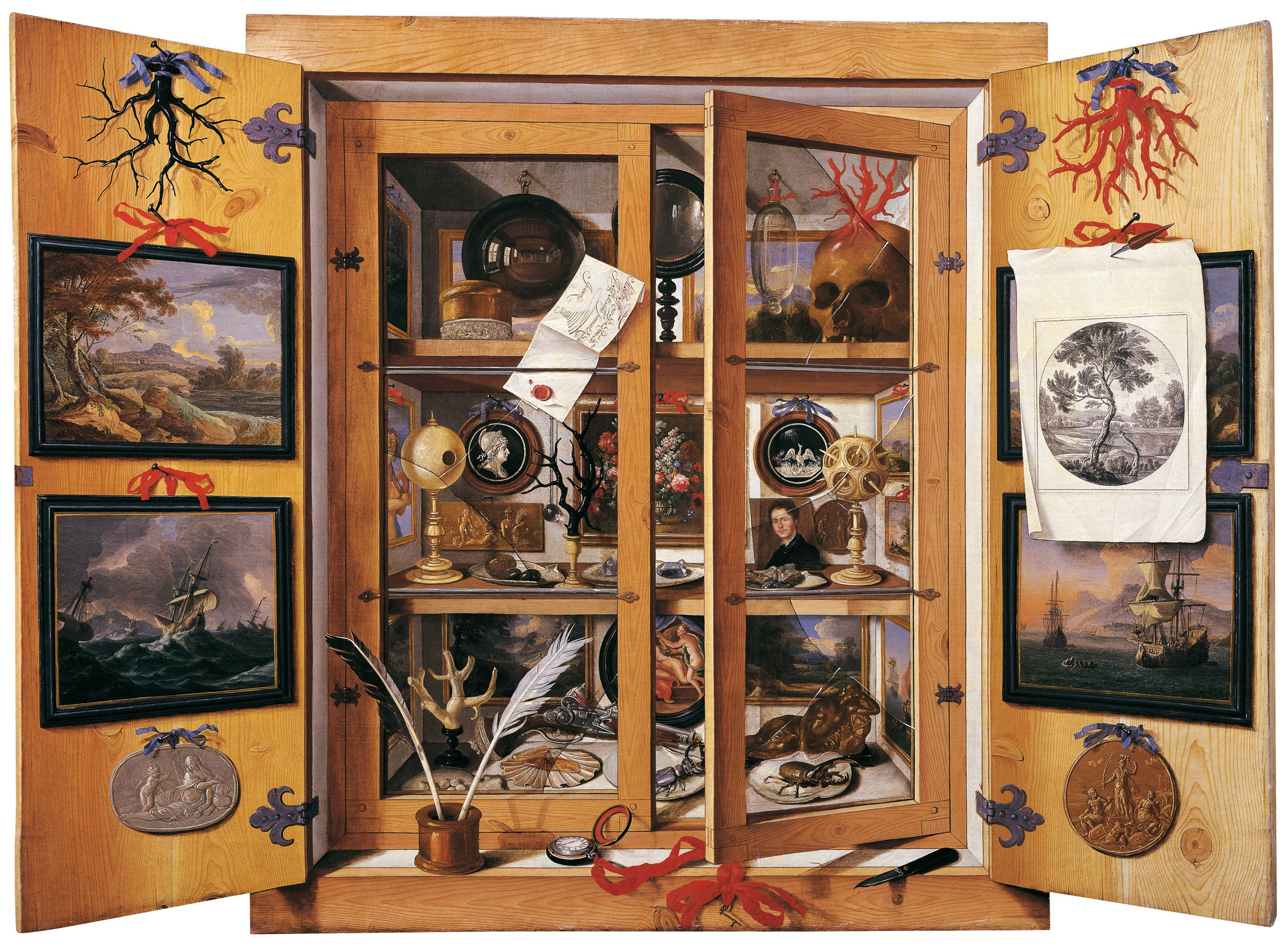
Cabinete de curiosidades, por Domenico Remps (años 1690, Opificio delle Pietre Dure).
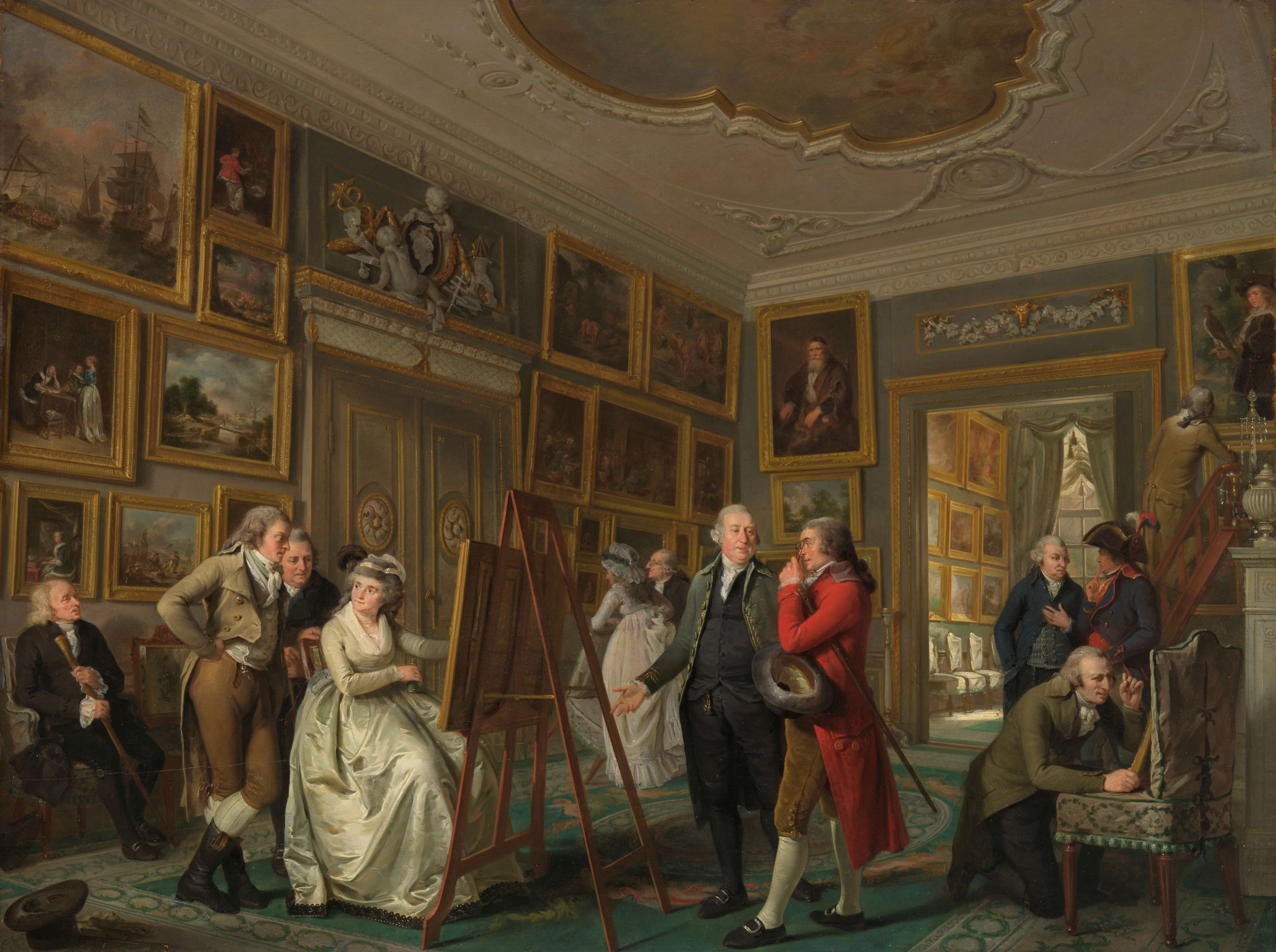
La galería de arte de Jan Gildemeester Jansz, por Adriaen de Lelie (1794-1795, Rijksmuseum).
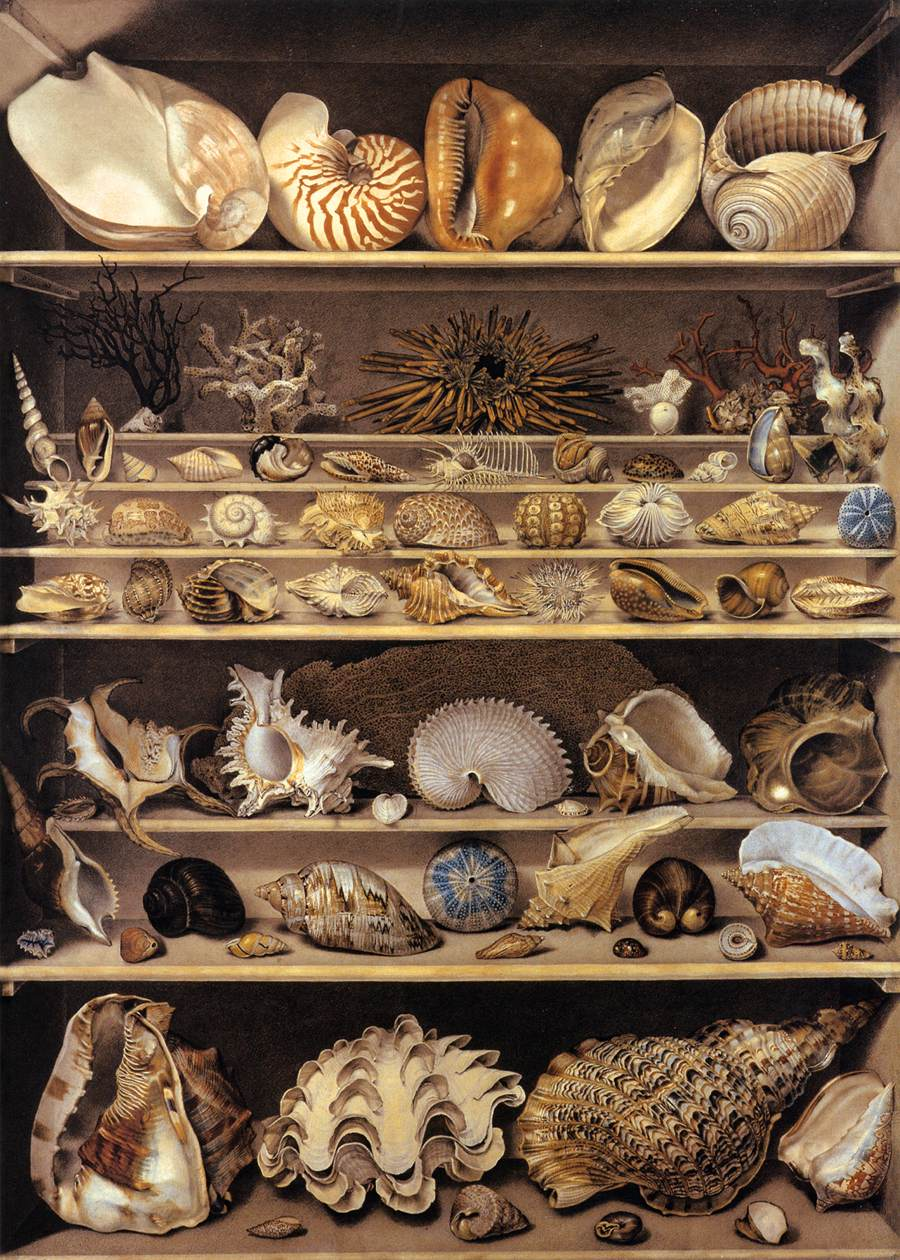
Selección de conchas, por Alexandre-Isidore Leroy De Barde (primera mitad del XIX, Musée du Louvre).